# Limoncello

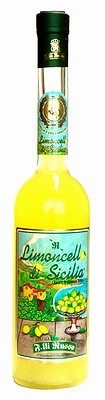

Limoncello [li.monˈt͡ʃɛl.lo] (albo lemoncello) – włoski likier cytrynowy pochodzący z Kampanii. Ma żółtą barwę. Występuje w dwóch odmianach: klarownej oraz gęstej.

## Sposób przyrządzenia
Do litra spirytusu wrzuca się żółtą część skórek z 12 cytryn. Trzyma się zamknięte w ciemności kilka dni, aż alkohol rozpuści barwnik skórek i staną się całkiem białe. Wówczas sporządza się syrop przez rozpuszczenie 1 kg cukru w litrze wrzątku. Do odcedzonego alkoholu wlewa się zimny syrop, miesza, butelkuje i odstawia się do lodówki na miesiąc.
Minimalny czas maceracji, moczenia skórek w spirytusie, wynosi 3 dni i można zrezygnować z leżakowania. Niektóre przepisy każą od razu dodać wodę i cukier i odstawić tak otrzymaną wódkę na dłuższy czas. Zalecana odmiana cytryn pochodzi z Sorrento we Włoszech.